# La Vierge au diadème bleu
La Vierge au diadème bleu ou Vierge à l'Enfant avec le petit saint Jean ou encore La Vierge au voile (en italien : Madonna del diadema blu) est une peinture religieuse de Raphaël exécutée en collaboration avec Giovan Francesco Penni. Le tableau est conservé au musée du Louvre de Paris.

## Histoire
Le tableau La Vierge au diadème bleu a été acheté en 1742 par le roi Louis XV auprès du prince de Carignan et est le dernier de Raphaël ou de son atelier qui ait rejoint la collection de la Couronne de France.

## Thème
Conformément à l'iconographie chrétienne, le tableau représente une Madone, soit Marie et  l'Enfant Jésus, ici en présence de saint Jean-Baptiste enfant.

## Description
Devant  un décor de ruines antiques (arches, pilastres), et de ville embrumée, la Vierge et le petit saint  Jean à genoux, au premier plan, sont placés devant un muret ; ils regardent l'Enfant Jésus couché et endormi sur une étoffe, son bras droit est levé et sa main repose sur sa tête. La Vierge, qui porte un diadème bleu, soulève de la main droite un coin du voile qui protège le visage de l'Enfant. À sa gauche, le petit saint Jean, les mains jointes, est tenu par l'épaule par l'autre main de la Vierge ; son bâton à croix est bloqué verticalement par son bras.
Aucun des personnages n'est auréolé.
Dans le décor du fond, trois personnages  sont perceptibles devant la plus grande des arches ; deux autres descendent la pente vers la ville.

## Analyse
L'œuvre reprend le thème du sommeil qui préfigure la Passion, à laquelle la croix de saint Jean fait allusion. Le geste de la Vierge lève le voile (le même que celui de la Madone de Lorette),  substitut  illusionniste du Saint-Suaire, une relique particulièrement vénérée.

## Attribution
L'attribution à Raphaël est incertaine mais les historiens de l'art sont unanimes quant à l'attribution à son atelier. Le nom du peintre est associé généralement à celui de Giovan Francesco Penni.